# Уэствуд, Кейрен
Кейрен Уэствуд (англ. Keiren Westwood; 23 октября 1984, Манчестер, Англия) — ирландский футболист, вратарь клуба «Шеффилд Уэнсдей». Выступал за национальную сборную Ирландии.

## Клубная карьера

### «Манчестер Сити»
Не прошедший в состав «Манчестер Юнайтед», Уэствуд начал свою карьеру в «Манчестер Сити». После перехода в основную команду он не стал их основным вратарем, потому что защищал в те года ворота «Манчестер Сити» легендарный Дэвид Джеймс. Во время аренд в «Брэдфорд Сити» и «Аккрингтон Стэнли» Уэствуд плохо стоял на воротах и подумывал даже об уходе из футбола и начале карьеры офицера полиции.

### «Карлайл Юнайтед»
Уэствуд перешёл в «Карлайл Юнайтед», став дублёром Мэтта Гленнона и заменив его во время лечения. В сезоне 2005/06 Гленнон покинул команду, однако Уэствуд не стал основным вратарём, поскольку первый номер достался Энтони Виллимасу. И всё же Уэствуд победил в борьбе за место на воротах, став основным вратарём клуба. Он провёл 35 игр во Второй лиге, а в конце сезона 2007/08 в Первой лиге даже попал в команду года по версии ПФА.

### «Ковентри Сити»
18 июня 2008 года Уэствуд подписал 3-летний контракт с клубом из Чемпионшипа «Ковентри Сити», попав в команду года по версии ПФА в 2009 году после первого сезона. В сезоне 2009/10 он получил награду лучшего игрока клуба, после чего во всех матчах, в которых играл, не пропустил ни единого мяча.

### «Сандерленд»
22 июня 2011 года «Сандерленд» подтвердил, что Уэствуд присоединится к клубу 1 июля в качестве свободного агента. Первую игру его команда проиграла «Брайтону» в Кубке Футбольной лиги. Его первое появление в Премьер-лиге было в матче против «Астон Виллы». Уэствуд позже спорил с бывшим одноклубником Дарреном Бентом по поводу пропущенного гола после выхода один на один. В следующей игре с «Манчестер Юнайтед» Уэствуд оформил двойной сейв после ударов Уэйна Руни и Патриса Эвры, но «Юнайтед» выиграл со счётом 1-0. Несмотря на игры «Сандерленда», который боролся за очки, и увольнение Стива Брюса, Уэствуд всё равно оставался в хорошей форме. Однако после проигрыша Сандерленда «Манчестеру Сити» Уэствуд стал вторым вратарём после Симона Миньоле.

## Национальная карьера
17 мая 2007 года Уэствуда вызвали в сборную Ирландии, для посещения тренировочного лагеря в Португалии после произведения впечатления на представителей сборной в матче против «Лидс Юнайтед» в матче Чемпионшипа. Три дня спустя он дебютировал в матче против португальского клуба Лагос, заменив Джо Мёрфи на 66 минуте матча. 29 мая 2009 года Уэствуд первый раз появился на поле в форме сборной в товарищеской встрече против Нигерии. Также он играл в товарищеском матче с Южной Африкой на стадионе Томонд Парк 8 сентября 2009 года. 26 марта 2011 года Уэствуд дебютировал в матче Чемпионата Европы против Македонии. 

## Клубная статистика

### Клуб
| Клуб            | Сезон   | Лига   | Лига | Кубок Англии | Кубок Англии | Кубок Лиги | Кубок Лиги | Другие[a] | Другие[a] | Всего | Всего |
| Клуб            | Сезон   | Игры   | Голы | Игры         | Голы         | Игры       | Голы       | Игры      | Голы      | Игры  | Голы  |
| --------------- | ------- | ------ | ---- | ------------ | ------------ | ---------- | ---------- | --------- | --------- | ----- | ----- |
| Карлайл Юнайтед | 2004-05 | 4      | 0    | 0            | 0            | 0          | 0          | 3         | 0         | 7     | 0     |
| Карлайл Юнайтед | 2005-06 | 35     | 0    | 1            | 0            | 1          | 0          | 7         | 0         | 44    | 0     |
| Карлайл Юнайтед | 2006-07 | 46     | 0    | 1            | 0            | 1          | 0          | 0         | 0         | 48    | 0     |
| Карлайл Юнайтед | 2007-08 | 46     | 0    | 2            | 0            | 2          | 0          | 4         | 0         | 54    | 0     |
| Карлайл Юнайтед | Всего   | 131[b] | 0    | 4            | 0            | 4          | 0          | 14        | 0         | 153   | 0     |
| Ковентри Сити   | 2008-09 | 46     | 0    | 3            | 0            | 0          | 0          | 0         | 0         | 49    | 0     |
| Ковентри Сити   | 2009-10 | 44     | 0    | 2            | 0            | 0          | 0          | 0         | 0         | 46    | 0     |
| Ковентри Сити   | 2010-11 | 41     | 0    | 2            | 0            | 0          | 0          | 0         | 0         | 43    | 0     |
| Ковентри Сити   | Total   | 131    | 0    | 7            | 0            | 0          | 0          | 0         | 0         | 138   | 0     |
| Сандерленд      | 2011-12 | 9      | 0    | 0            | 0            | 1          | 0          | 0         | 0         | 10    | 0     |
| Сандерленд      | Всего   | 9      | 0    | 0            | 0            | 1          | 0          | 0         | 0         | 10    | 0     |
| Всего           | Всего   | 271    | 0    | 11           | 0            | 5          | 0          | 14        | 0         | 301   | 0     |